# Masaji Iguro
Masaji Iguro (jap. 伊黒正次 Iguro Masaji; ur. 14 maja 1913 w Otaru, zm. 4 października 2000) – japoński skoczek narciarski. Olimpijczyk z 1936, uczestnik mistrzostw świata z 1938. Czterokrotny mistrz Japonii.
Na początku lutego 1936 zajął 7. lokatę w międzynarodowym konkursie skoków na Große Olympiaschanze w Garmisch-Partenkirchen. Dwa tygodnie później na tym samym obiekcie wystąpił w konkursie skoczków narciarskich na Zimowych Igrzyskach Olimpijskich 1936, po skokach na odległość 74,5 i 72,5 metra zajmując 7. pozycję – w pierwszej serii rywalizacji na igrzyskach uzyskał trzecią odległość tej części rywalizacji (ex aequo z Arnholdtem Kongsgårdem), o 0,5 metra krótszą od ustanowionego kilka skoków przed próbą Iguro rekordu olimpijskiego, którego autorem był Birger Ruud, jednak w wyniku niższych not sędziowskich zajmował 11. miejsce, które następnie poprawił 6. notą drugiej części zmagań. W lutym 1938 w Lahti, po skokach na odległość 61 i 64,5 metra, zajął 10. miejsce w mistrzostwach świata.
Czterokrotnie zdobywał złote medale mistrzostw Japonii, triumfując w 1933, 1934, 1937 oraz 1941.
Po zakończeniu kariery współpracował z japońskim związkiem narciarskim.
Zmarł 4 października 2000 w wyniku zapalenia płuc.

## Zimowe igrzyska olimpijskie

### Indywidualnie
| 1936 Garmisch-Partenkirchen | – | 7. miejsce |

## Mistrzostwa świata

### Indywidualnie
| 1938 Lahti | – | 10. miejsce |